# Turbonilla virgata
Turbonilla virgata är en snäckart som beskrevs av Dall 1892. Turbonilla virgata ingår i släktet Turbonilla och familjen Pyramidellidae. Inga underarter finns listade i Catalogue of Life.